# (25901) Ericbrooks
(25901) Ericbrooks est un astéroïde de la ceinture principale d'astéroïdes.

## Description
(25901) Ericbrooks est un astéroïde de la ceinture principale d'astéroïdes. Il fut découvert le 30 décembre 2000 à Socorro (Nouveau-Mexique) par le projet LINEAR. Il présente une orbite caractérisée par un demi-grand axe de 2,39 UA, une excentricité de 0,13 et une inclinaison de 2,2° par rapport à l'écliptique.

## Compléments